# PhyreEngine
PhyreEngine ist eine kostenlose plattformunabhängige Spiel-Engine für Computerspiele der Firma Sony Computer Entertainment. Sie unterstützt OpenGL und Direct3D.
Mit ihrer Multithreading – Unterstützung ist sie speziell für Cell-Prozessoren gedacht, kann aber auch auf andere Multi-Core Architekturen portiert werden. Sie wurde am 21. Februar 2008 auf der Game Developers Conference 2008 in San Francisco vorgestellt.
Mit der PhyreEngine ist es möglich, Spiele am PC zu entwickeln und sie nach einfacher Kompilierung auch auf der PlayStation 3 zu verwenden.
Laut Sony wurden über 200 Spiele mit PhyreEngine entwickelt (Stand 2015).

## Referenzen
Die folgende Tabelle enthält einen Auszug der Spiele, die unter Verwendung der PhyreEngine entwickelt wurden.
| Entwickler           | Titel                                             | Veröffentlichung                                                  |
| -------------------- | ------------------------------------------------- | ----------------------------------------------------------------- |
| Big Ant Studios      | AFL Live                                          | April 2011                                                        |
| Boolat Games         | topatoi                                           | 2. Juli 2009                                                      |
| Capybara Games       | Critter Crunch                                    | November 2009                                                     |
| Codemasters          | Colin McRae: Dirt (mit Ego-Engine)                | 2007                                                              |
| Codemasters          | Race Driver: GRID (mit Ego-Engine)                | 2008                                                              |
| Coldwood Interactive | Unravel                                           | 9. Februar 2016                                                   |
| Doublesix Games      | Burn Zombie Burn!                                 | März 2009                                                         |
| Falcom               | The Legend of Heroes: Trails of Cold Steel        | 2013                                                              |
| FluffyLogic          | Savage Moon                                       | Dezember 2008 (Europa), Januar 2009 (Nord-Amerika)                |
| Game Republic        | Catan                                             | 2008                                                              |
| Gust Corporation     | Atelier Rorana                                    | Juli 2009                                                         |
| IREM                 | PachiPara DL (DownLoad) Hyper Sea Story In Karibu | Juli 2008                                                         |
| Ivent Games          | Strength of the Sword 3                           | 2013                                                              |
| Seed Studios         | Under Siege                                       | Frühling 2010                                                     |
| Sidhe Interactive    | GripShift                                         | 2007                                                              |
| Sidhe Interactive    | Shatter                                           | 23. Juli 2009                                                     |
| Spiders              | Mars                                              | September 2010                                                    |
| Square Enix          | Dragon Quest Builders                             | Januar 2016                                                       |
| Thatgamecompany      | flOw                                              | Februar 2007 (Nord-Amerika), März 2007 (Europa), Mai 2007 (Japan) |
| Thatgamecompany      | Flower                                            | Februar 2009                                                      |
| Thatgamecompany      | Journey                                           | März 2012                                                         |